# 海南新园蛛
海南新园蛛（学名：Neoscona hainanensis）为园蛛科新园蛛属的动物。在中国大陆，分布于海南等地。该物种的模式产地在海南。其种加词“hainanensis”意为“海南的”。